# Estación Monte Ralo
Monte Ralo era una estación ferroviaria ubicada en la localidad del mismo nombre en el departamento Santa María, Provincia de Córdoba, Argentina.
Fue inaugurada en 1913 por el Ferrocarril Central Argentino.
En su edificio funciona el Juzgado de Paz y un Centro Cultural de la municipalidad.

## Servicios
La estación corresponde al Ferrocarril General Bartolomé Mitre de la red ferroviaria argentina. No presta servicios de pasajeros ni de cargas. Sus vías e instalaciones están concesionadas a la empresa de cargas Nuevo Central Argentino.